# Бескудниковский район
Беску́дниковский райо́н — район в Северном административном округе города Москвы. Району соответствует внутригородское муниципальное образование муниципальный округ Бескудниковский.

## История
На территории нынешнего Бескудниковского района ранее располагались деревни Бескудниково и Верхние Лихоборы. После вхождения этих деревень в состав Москвы в 1960 году здесь располагалась, в частности, западная часть микрорайона Бескудниково (восточная с 1991 года входит в состав Алтуфьевского района).

### Деревня Верхние Лихоборы
Деревня Верхние Лихоборы располагалась в районе пересечения Дмитровского шоссе с Верхнелихоборской улицей и Дубнинской улицей.

### Деревня Бескудниково
Деревня Бескудниково располагалась в районе современного Бескудниковского переулка между Бескудниковский бульваром и Селигерской улицей. Впервые она упоминается в исторических документах (писцовых книгах) 1584—1586 годов как Безкунниково.
В 1874 году на территории, где сейчас находится прилегающая к Дмитровскому шоссе площадь Туманяна, был построен кирпичный завод, основанный московским купцом А. Т. Денисовым. Образованное в ту пору бескудниковское крестьянское общество стало получать за использование земель немалую арендную плату.
Ещё большую известность Бескудниково приобрело в начале прошлого века: в 1900 году при строительстве Савёловской железной дороги в двух верстах от деревни была построена перевалочная станция — для перевода грузов на Московско-Ярославскую железную дорогу. В настоящее время станция Бескудниково, расположенная ныне на территории соседнего района Восточное Дегунино, является одной из крупнейших сортировочных станций не только Московского узла, но и железнодорожного транспорта России.

### Рабочий посёлок Бескудниково
В начале 1930-х годов был создан рабочий посёлок Бескудниково, население которого в предвоенные годы составляло более 8 тысяч человек, а к концу 1950-х годов — 16 тысяч человек.
В 1947 году, когда отмечалась знаменательная годовщина в истории столицы, в районе была построена улица Восьмисотлетия Москвы — ныне одна из главных магистралей районов Бескудниковского, Дмитровского, Восточного Дегунина. В те же годы был создан Всесоюзный институт «Спорт-туризм», на базе которого впоследствии было образовано расположенное в Бескудниковском районе предприятие ЗАО «ЭКСИ — спорт», выпускающее спортивные товары.

### Строительство Бескудниковского микрорайона
В начале 1960-х годов в Москве из-за отсутствия свободных площадей темпы строительства жилья уже не отвечали потребностям столицы. На прилегающих к Москве территориях началось массовое жилищное строительство с использованием индустриальных методов, что давало возможность переселить сотни тысяч москвичей из подвалов, коммуналок и других малоприспособленных для жилья мест в отдельные квартиры.

### Образование Бескудниковского района
В современных административных границах Бескудниковский район, как другие районы города, был образован в 1991 году, когда произошла реорганизация структуры органов исполнительной власти и территория города была поделена на 10 административных округов, а те, в свою очередь — на муниципальные округа, с 1995 года получивший статус района Москвы.
Восточная (основная) часть микрорайона Бескудниково 1960—1980-х гг. (ранее посёлок Бескудниково) вошла в состав созданного в 1991 г. района Алтуфьевский (с 1991 г. по 1995 г. — муниципальный округ Алтуфьевский). Это кварталы вдоль улиц Стандартная, Инженерная, Бегичева, проезда Черского и Путевого проезда. Ныне это микрорайон Бескудниково-2 в Алтуфьевском районе.

## Территория и границы
Бескудниковский район является частью Северного административного округа Москвы. Граница Бескудниковского района проходит: по оси полосы отвода малого кольца МЖД, далее по осям Дмитровского шоссе и Коровинского шоссе, северо-западной границе территории МНТК «Микрохирургия глаза», осям: безымянного проезда, Бескудниковского бульвара, улицы 800-летия Москвы, Дмитровского шоссе (до дома № 96 к. 1), пожарного проезда (вдоль южных границ домовладений № 14, 16, 18, 20, 22 (к. 1 и 2) по улице 800-летия Москвы), Дубнинской улице, оси Дегунинского проезда, по юго-западной границе территории школы № 231, осям безымянного проезда, Бескудниковского бульвара (включая домовладения № 10 (к. 1, 2, 3, 4 и 5 по Бескудниковскому бульвару), южным границам домовладений № 8 (к. 1) по Бескудниковскому бульвару и № 13 по Дубнинской улице, осям: Дубнинской улицы и проектируемого проезда № 2236 (исключая территорию стоянок МГСА), западной границе полосы отвода Савёловского направления МЖД до Малого кольца МЖД.

## Население
| 2002    | 2010    | 2012    | 2013    | 2014    | 2015    | 2016    |
| ------- | ------- | ------- | ------- | ------- | ------- | ------- |
| 74 790  | ↘73 148 | ↗76 097 | ↗76 937 | ↗77 542 | ↗77 684 | ↗77 768 |
| 2017    | 2018    | 2019    | 2020    | 2021    | 2023    | 2024    |
| ↗77 894 | ↗78 971 | ↗79 603 | ↗79 732 | ↘78 598 | ↘78 556 | ↗79 896 |

### Национальный состав
По итогам переписи населения 2020 года проживали следующие национальности (национальности менее 0,1 % и другое, см. в сноске к строке «Другие»):
| Национальность | Численность, чел. | Доля     |
| -------------- | ----------------- | -------- |
| Русские        | 59 682            | 75,93 %  |
| Татары         | 853               | 1,09 %   |
| Армяне         | 682               | 0,87 %   |
| Украинцы       | 376               | 0,48 %   |
| Таджики        | 372               | 0,47 %   |
| Узбеки         | 361               | 0,46 %   |
| Азербайджанцы  | 338               | 0,43 %   |
| Грузины        | 205               | 0,26 %   |
| Евреи          | 108               | 0,14 %   |
| Белорусы       | 96                | 0,12 %   |
| Мордва         | 83                | 0,11 %   |
| Другие         | 15 442            | 19,64 %  |
| Итого          | 78 598            | 100,00 % |

## Парки и пешеходные зоны

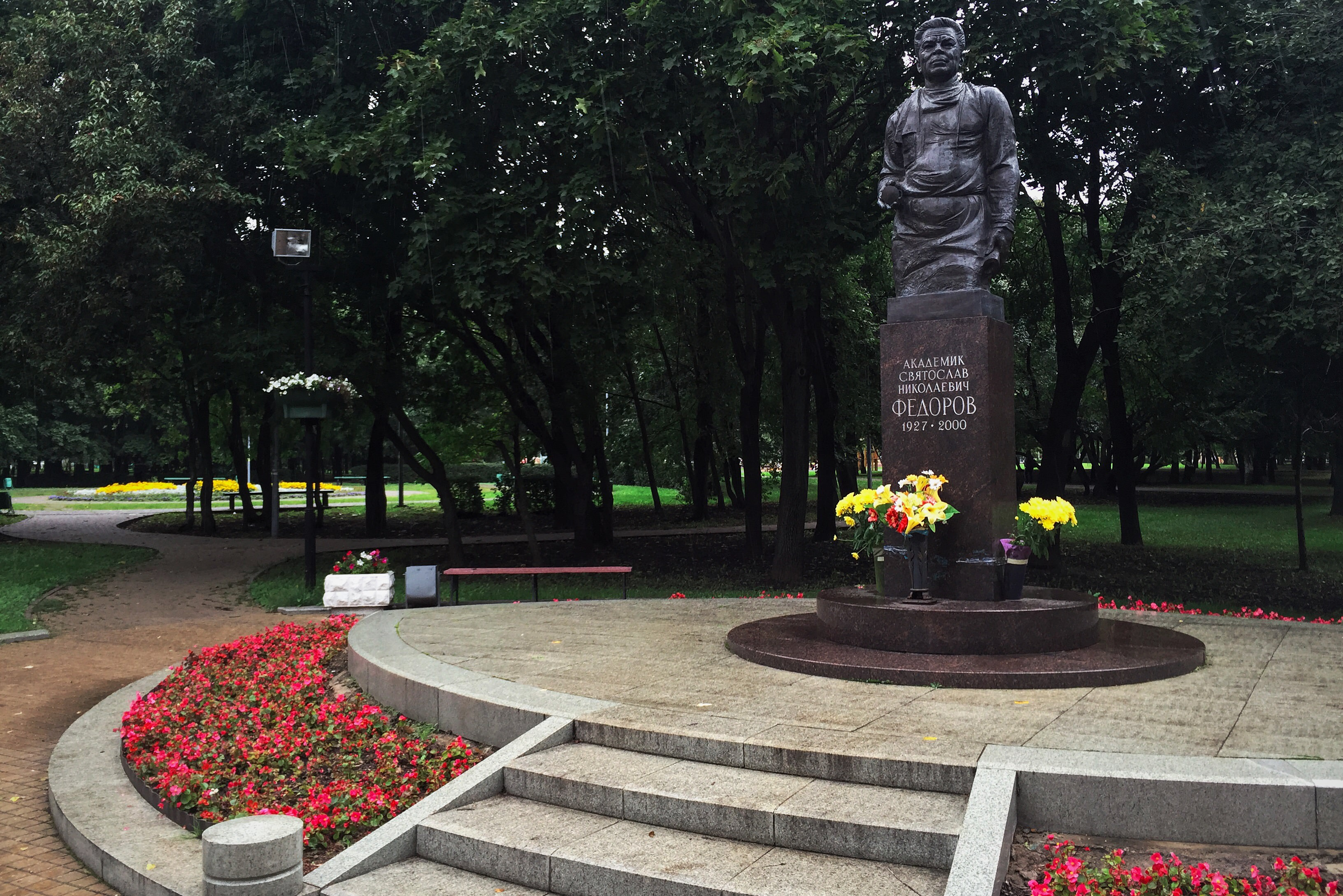
Памятник Святославу Фёдорову

### Парк имени Святослава Фёдорова
Парк площадью 13,9 гектаров расположен между Дмитровским шоссе и Селигерской улицей. Изначально зелёная зона была безымянным парком вокруг кинотеатра «Ереван» с прогулочными дорожками и скамейками. В 2007 году ему присвоили имя хирурга-офтальмолога Святослава Фёдорова, который основал в районе клинику микрохирургии глаза по адресу Бескудниковский бульвар, дом 59А, строение 20. В этом же году в честь Святослава Фёдорова в парке был установлен бронзовый памятник, изображающий хирурга в медицинском халате с искусственным хрусталиком в руке, авторства Анатолия Демы и Юрия Григорьева.
Парк был комплексно благоустроен в 2018 году в рамках программы «Мой район». Его инфраструктуру составляют 7 игровых площадок для детей разного возраста, «аллея зонтов» — пространство с беседками и полками для буккроссинга, столы для игры в настольный теннис, хоккейная коробка с трибунами, памп-трек, воркаут-площадка, площадка для игры в баскетбол и площадка для выгула собак. В центральной части зоны отдыха находится светодинамический сухой фонтан площадью 192 квадратных метра и сцена для проведения районных мероприятий с танцполом. Вокруг памятника Святославу Фёдорову разбита клумба в форме глаза. В рамках благоустройства в парке было также высажено более 170 деревьев (лиственница сибирская, дуб красный и другие), шесть тысяч кустарников (дерен белый, сирень обыкновенная и другие), 96,4 тысячи квадратных метров газонов и 2,2 тысячи квадратных метров цветников.

### Орловский сад
Парк площадью около 1 гектара располагается в жилом квартале между домами по адресам: Коровинское шоссе, д. 4 корп. 4, Дмитровское шоссе, д. 89 корп. 4 и Селигерская ул., д. 34. Изначально здесь располагались угодья купца 2-й гильдии Ф. Л. Орлова, который владел действующим неподалёку отсюда кирпичным заводом. Сегодня на территории парка располагается 4 детские площадки, площадка для выгула собак и спортплощадка «Метеор» с хоккейно-баскетбольной коробкой и раздевалкой. Местные жители также называют эту парковую зону — «Лесок».

Памятник строителям района Бескудниково

### Бескудниковский бульвар
Бульвар площадью около 15 гектаров и длиной более 3 километров проходит через всю территорию района от Дмитровского шоссе до улицы 800-летия Москвы. Своё название он получил по основанному здесь в 1930-х годах рабочему посёлку Бескудниково. В 2017 году зелёную зону благоустроили. Вдоль всего бульвара тянется прогулочная дорожка и велодорожка. Большая часть бульвара проходит между жилыми кварталами, поэтому на нём располагается множество детских и воркаут-площадок, памп-трек, а также площадки для выгула собак. Рядом с домом по адресу Дмитровское шоссе д.90 к.2 также установлен фонтан.
У дома 11 корпус 1 и корпус 2 на бульваре находится Памятник строителям района Бескудниково. Он был установлен здесь в 1967 году в благодарность строителям, которые осуществляли жилую застройку района, ставшего территорией Москвы в 1964 году.

## Образование

### Дошкольное образование
На территории района работает 9 детских садов. В том числе комбинированного вида: № 632 (для детей с нарушениями зрения) — Школа № 656 им. Макаренко, № 642 (с логопедическими группами), — Школа № 183, № 1486 (с логопедической группой) — Школа Бескудниково.

### Среднее образование
Всего в районе расположено 9 общеобразовательных школ. Среди них № 849 (с гимназическими классами) — Школа Бескудниково, № 1121 (ГБОУ Школа «Бескудниково»), № 1383 (с углублённым изучением английского языка), № 656 им. Макаренко.

### Высшее образование
Высшее образование района представлено Институтом моды, дизайна и технологий.

## Спорт
В районе присутствуют следующие спортивные учреждения:
- Досугово-спортивный центр «САО Развитие»
- Спортивный комплекс «Медведь»
- Спортивный комплекс «Метеор»
- Спортивная школа № 76 Москомспорта
- Фитнес-клуб «Fit-Остров»

## Религия

### Православные храмы
В районе имеются действующий православный храм Знаменского благочиния Московской городской епархии Русской православной церкви:
- Патриаршее подворье Храм святого Иннокентия, митрополита Московского в Бескудникове (Дмитровское шоссе, вл. 66.)

## Здравоохранение
В районе присутствуют следующие медицинские учреждения:
- Межотраслевой научно-технический комплекс «Микрохирургия глаза» им. С.Н Фёдорова
- Городская поликлиника № 146; Городская поликлиника № 155; ДГП № 15, Филиал № 2

## Транспорт

### Метро
Основным недостатком Бескудникова долгое время было отсутствие метро. До ближайших станций «Петровско-Разумовская», «Речной вокзал» и «Алтуфьево» жителям приходилось добираться наземным транспортом, что с учётом сложной дорожной обстановки занимало обычно не менее 40 минут. Однако уже в 2016 году на южной границе района открылась станция МЦК «Окружная», а в 2018 году — северный радиус Люблинско-Дмитровской линии, со станциями «Окружная» (располагается южнее границ района, однако благодаря интеграции станции в ТПУ «Окружная», один из выходов с неё находится на территории района), «Верхние Лихоборы» (на границе с районом Западное Дегунино) и «Селигерская» (рядом с развилкой Дмитровского и Коровинского шоссе). В 2023 году открыли станцию метро «Яхромская», которая располагается у северной границы района.

### Автомобильные дороги
Общая длина дорог — 106 км.
Основная транспортная магистраль — Дмитровское шоссе. Среди крупных улиц можно отметить Коровинское шоссе, Бескудниковский бульвар, Дубнинская улица.
Через район проходит одна из крупнейших магистралей Москвы — Северо-Западная хорда, в состав которой включен Сигнальный проезд.